# Santa Iria da Ribeira de Santarém
Santa Iria da Ribeira de Santarém ist ein Ort und eine ehemalige Gemeinde (Freguesia) im portugiesischen Kreis Santarém. Die Gemeinde hatte 744 Einwohner (Stand 30. Juni 2011).
Am 29. September 2013 wurden die Gemeinden Santa Iria da Ribeira de Santarém, Santarém (São Salvador), Santarém (São Nicolau) und Santarém (Marvila) zur neuen Gemeinde União das Freguesias de Santarém (Marvila), Santa Iria da Ribeira de Santarém, Santarém (São Salvador) e Santarém (São Nicolau) zusammengeschlossen.